# Michael Langdon
Michael Langdon (né le 12 novembre 1920 à Wolverhampton - mort le 12 mars 1991 à Hove) est un chanteur d'opéra britannique, basse.
Il a notamment interprété les opéras suivants : The Midsummer Marriage, Gloriana, The Olympians, Billy Budd, A Midsummer Night's Dream, Don Carlos, Arabella et Der Rosenkavalier, Moses, Don Pasquale, Il Seraglio, entre autres. Il a été la basse principale au Royal Opera House à partir de 1951. Il a pris sa retraite en 1977.